# Intraville
Intraville est une ancienne commune française située dans le département de la Seine-Maritime en Normandie.
Dans le cadre de la fusion le 1er janvier 2016 des 18 communes qui constituaient la communauté de communes du Petit Caux pour former la commune nouvelle du Petit-Caux, Intraville devient à cette date une de ses communes déléguées.

## Politique et administration

### Intercommunalité
La commune était membre de la communauté de communes du Petit Caux. Celle-ci s'est transformée le 1er janvier 2016 en commune nouvelle sous le nom du Petit-Caux et les 18 communes qui constituaient l'intercommunalité deviennent des communes déléguées, reprenant le nom et les limites territoriales des anciennes communes.
Le projet de schéma départemental de coopération intercommunale présenté par le préfet de Seine-Maritime le 2 octobre 2015 dans le cadre de l'approfondissement de la coopération intercommunale prévu par la Loi portant nouvelle organisation territoriale de la République (Loi NOTRe) du 7 août 2015 prévoit la fusion de la communauté de communes des Monts et Vallées (12 338 habitants), de cette commune nouvelle du Petit-Caux (9 042 habitants), et d'une commune membre de la communauté de communes de Londinières (264 habitants).

### Liste des maires
| Période                                  | Période      | Identité              | Étiquette | Qualité                                                                                           |
| ---------------------------------------- | ------------ | --------------------- | --------- | ------------------------------------------------------------------------------------------------- |
| Les données manquantes sont à compléter. |              |                       |           |                                                                                                   |
| 1835                                     |              | Jean Jacques Vasselin |           |                                                                                                   |
| Les données manquantes sont à compléter. |              |                       |           |                                                                                                   |
| mars 2001                                | janvier 2016 | Gérard Fécamp         | PCF       | Agent SNCF Réélu pour le mandat 2014-2020 Devient maire délégué de Intraville le 1er janvier 2016 |

## Démographie
L'évolution du nombre d'habitants est connue à travers les recensements de la population effectués dans la commune depuis 1793. À partir du 1er janvier 2009, les populations légales des communes sont publiées annuellement dans le cadre d'un recensement qui repose désormais sur une collecte d'information annuelle, concernant successivement tous les territoires communaux au cours d'une période de cinq ans. 
Pour les communes de moins de 10 000 habitants, une enquête de recensement portant sur toute la population est réalisée tous les cinq ans, les populations légales des années intermédiaires étant quant à elles estimées par interpolation ou extrapolation. Pour la commune, le premier recensement exhaustif entrant dans le cadre du nouveau dispositif a été réalisé en 2005,.
En 2013, la commune comptait 275 habitants, en évolution de +13,17 % par rapport à 2008 (Seine-Maritime : +0,48 %, France hors Mayotte : +2,49 %).
| 1793 | 1800 | 1806 | 1821 | 1831 | 1836 | 1841 | 1846 | 1851 |
| ---- | ---- | ---- | ---- | ---- | ---- | ---- | ---- | ---- |
| 311  | 282  | 293  | 247  | 210  | 220  | 203  | 213  | 226  |

| 1856 | 1861 | 1866 | 1872 | 1876 | 1881 | 1886 | 1891 | 1896 |
| ---- | ---- | ---- | ---- | ---- | ---- | ---- | ---- | ---- |
| 223  | 202  | 202  | 194  | 193  | 166  | 189  | 183  | 159  |

| 1901 | 1906 | 1911 | 1921 | 1926 | 1931 | 1936 | 1946 | 1954 |
| ---- | ---- | ---- | ---- | ---- | ---- | ---- | ---- | ---- |
| 147  | 194  | 161  | 145  | 149  | 158  | 186  | 183  | 174  |

| 1962 | 1968 | 1975 | 1982 | 1990 | 1999 | 2005 | 2010 | 2013 |
| ---- | ---- | ---- | ---- | ---- | ---- | ---- | ---- | ---- |
| 156  | 154  | 154  | 186  | 202  | 198  | 223  | 263  | 275  |

## Culture locale et patrimoine

### Lieux et monuments

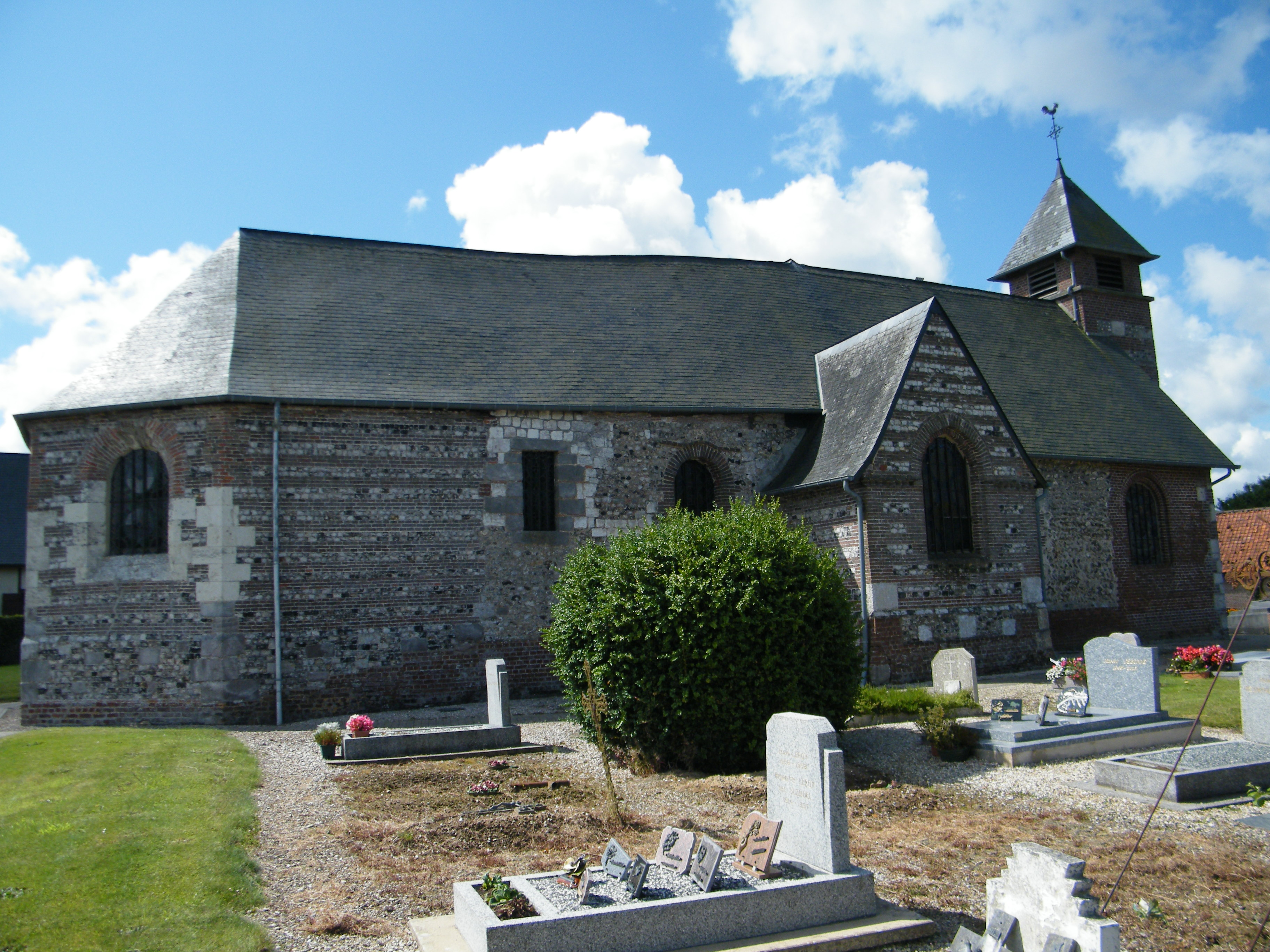
L'église.
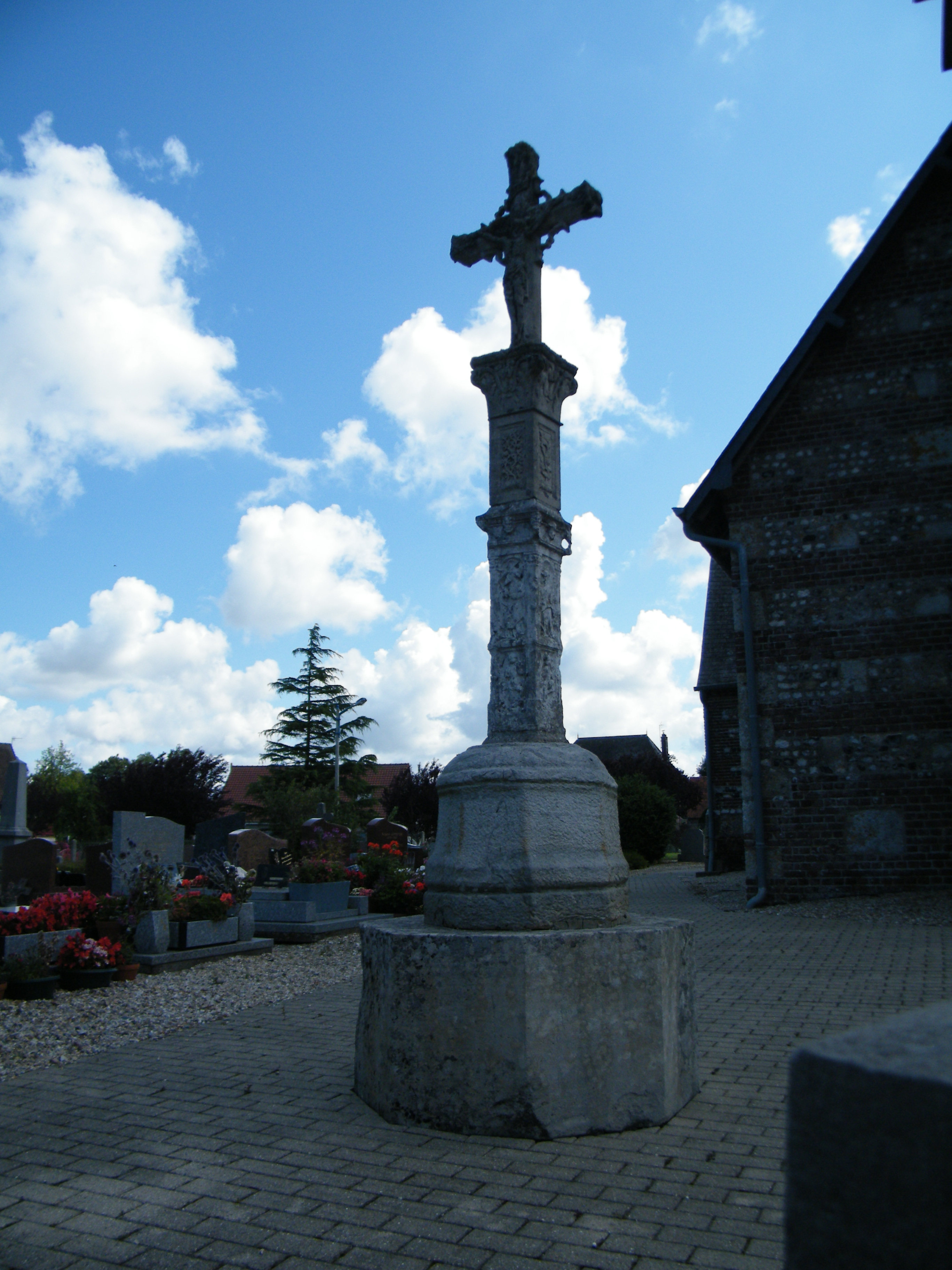
Calvaire du cimetière.
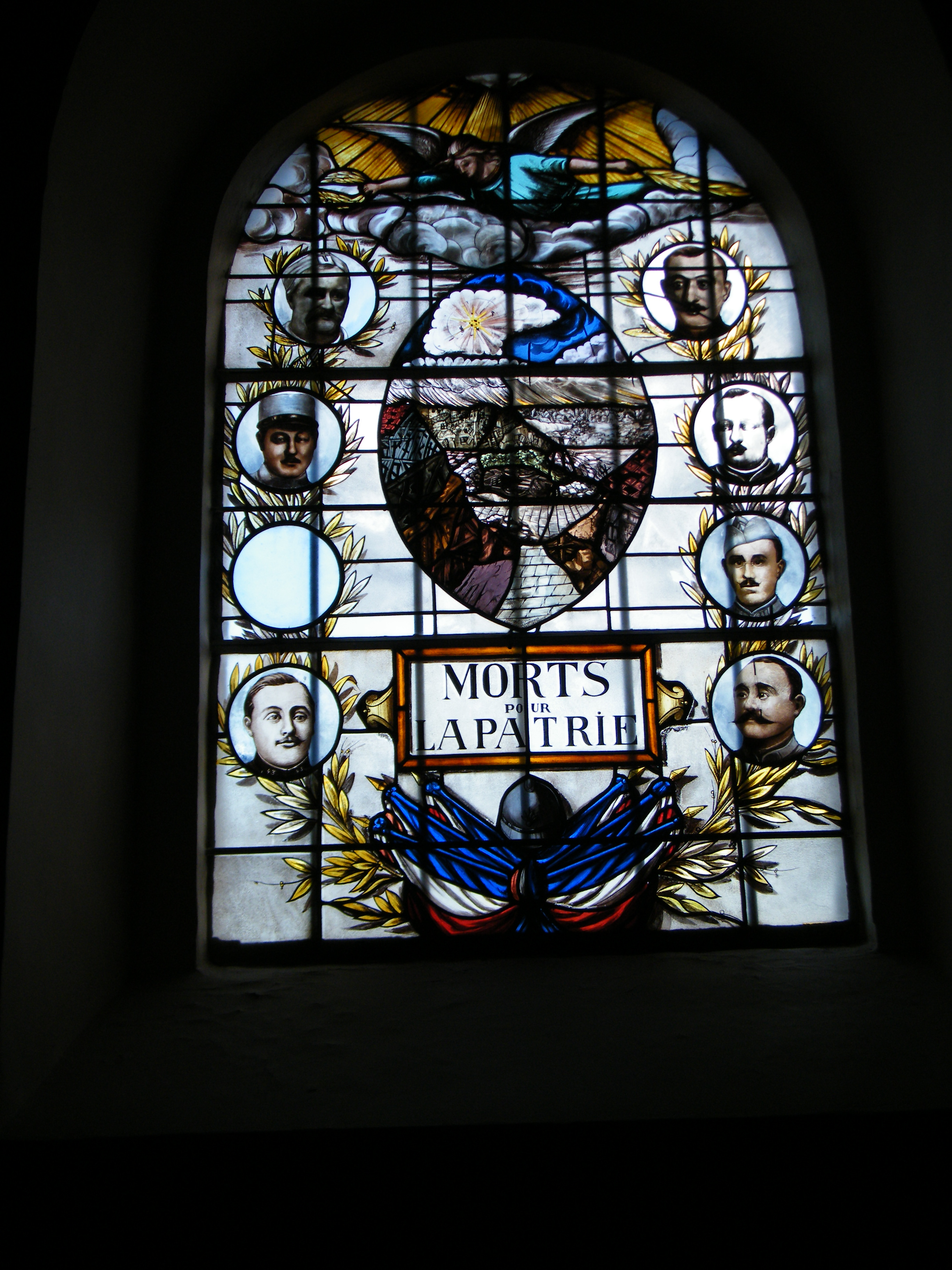
Les morts pour la patrie.
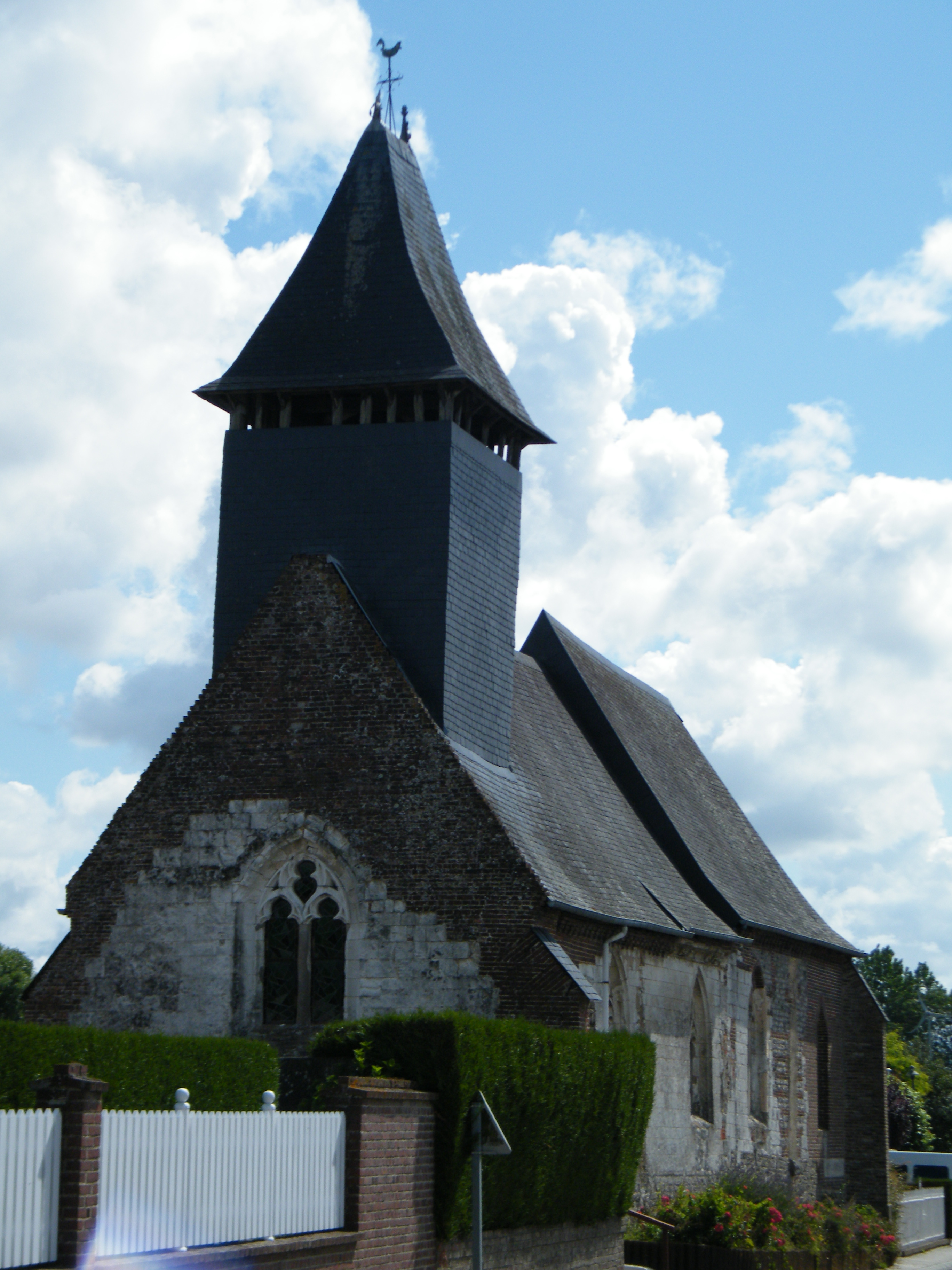
Autre vue de l'église.

- L'église.
- Calvaire du cimetière.
- Les morts pour la patrie.
- Autre vue de l'église.

### Héraldique
| Armes d'Intraville | Les armes de la commune d'Intraville se blasonnent ainsi : d’or à la fasce de gueules chargée d’une épée d’argent, la pointe à senestre, accompagnée de trois flèches tombantes d’azur. |